# 달성 소재사 대웅전
달성 소재사 대웅전(達城 消災寺 大雄殿)은 대한민국 대구광역시 달성군 유가면 용리, 소재사에 있는 대웅전이다. 2006년 4월 20일 대구광역시의 문화재자료 제43호로 지정되었다.

## 개요
소재사는 비슬산 남서 중턱 해발 450미터에 자리하고 있다. 최초 창건 시기는 신라 시대로 전해지고 있다. 2000년 대웅전 보수시 확인된 상량문의 내용에는 1673년에 명부전과 함께 지었으며, 1857년(철종 8년)에 법로(法盧) 화상이 중수하였다는 기록이 전하고 있다. 한때 상주했던 대중이 산내 암자와 더불어 300여 명에 이를 정도로 그 규모가 큰 사찰이었다는 기록으로 보아 그 사역이 대단했었음을 짐작할 수 있다.
대웅전은 정면 세 칸, 측면 세 칸의 다포계 맞배 지붕건물이다. 외벌대의 낮은 기단위에 덤벙주초를 놓고 원기둥을 세웠다.
건물의 전면벽체는 3칸 모두 문으로 구성하였는데 어칸에는 4짝 여닫이, 향 퇴칸에는 2짝여닫이문을 두었다. 배면에도 양쪽 퇴칸에 한짝의 여닫이문을 두었는데 정면, 배면 모두 문짝이 최근에 교체되었으며, 문틀일부도 교체가 되었는데 된 것이다. 다만 배면 어칸에 두짝문이 있었던 연귀맞춤 흔적이 남아있는데 이러한 배면3칸 모두에 창호를 둔 것은 17세기 중반에서 18세기 초까지 많이 나타나는 현상이다.

## 현지 안내문
비슬산 남서쪽 중턱에 자리잡은 소재사는 신라시대에 창건된 사찰로 알려져 있다. 상량문에 따르면, 대웅전은 1673년 명부전과 함께 건립되었고, 1857년 법로 화상에 의해 중수되었다. 대웅전은 정면 3칸, 측면 3칸의 다포계 맞배지붕의 건물로 서향을 하고 있다. 외벌대의 낮은 기단 위에 자연석 주초를 놓고 원기둥을 세웠다. 건물 내부 바닥에는 우물마루를 깔고 불단을 꾸몄는데, 불단 위에는 주불 석가모니불을 중심으로 약사여래와 연등불을 모셨다. 내부 천장은 격자모양의 우물반자로 하였는데, 불단 위에 따로 닫집을 만들지는 않았다. 건물의 지붕은 겹처마 맞배지붕으로 박공면에 풍판을 달았으며, 건물 장식으로 정면에는 금단청을 측면과 배면에는 모로단청을 하였다.

## 같이 보기
- 소재사

## 참고 자료
- 소재사대웅전 - 국가유산청 국가유산포털